# Manfredo Settala

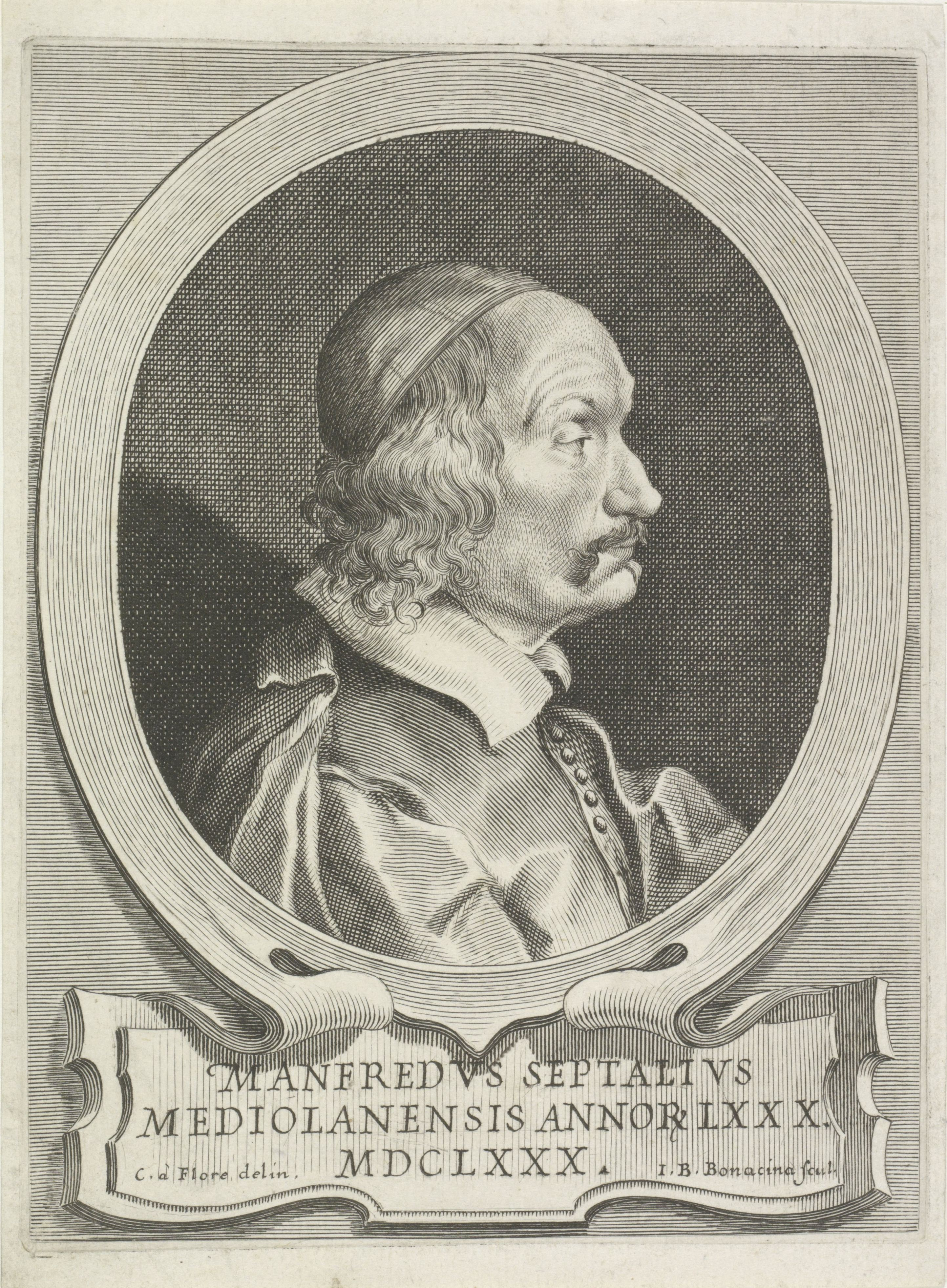
Manfredo Settala

Manfredo Settala (* 8. März 1600 in Mailand; † 6. Februar 1680 ebenda) war ein italienischer Sammler und Wissenschaftler.

## Leben
Zu seinen Vorfahren zählten unter anderen zwei Erzbischöfe, deren erster, San Senatore, bereits ab dem Jahr 477 nachweisbar ist. Manfredos Vater war der berühmte Arzt oder „Protofisico“ Ludovico Settala, der seinen Platz in der Weltliteratur durch Alessandro Manzonis I Promessi Sposi gefunden hat. Unter Manfredos zahlreichen Geschwistern konnten einige angesehene Positionen erreichen. Nach einer Ausbildung zunächst in einer Jesuitenschule, danach an den Universitäten von Padua, Siena und Pisa wurde er im Alter von einundzwanzig Jahren promoviert. Während einer anschließenden einjährigen Reise besuchte er Konstantinopel, Kleinasien und Zypern. Zurückgekehrt nach Mailand, assistierte Manfredo seinem Vater, seinem Bruder Senatore und dem Kardinal Federico Borromeo, Gründer der Ambrosianischen Bibliothek, bei der Bekämpfung der Pest von 1629/30. 1630 wurde er zum Kanoniker von San Nazaro in Brolo ernannt. 1633 starb Ludovico Settala, nachdem er in seinem ein Jahr zuvor verfassten Testament seine Söhne Antonio, Senatore, Manfredo und Carlo Andrea mit der Verantwortung für seine bedeutende Sammlung, deren Kernstück die Bibliothek war, betraut hatte. Kurze Zeit später verstarben auch Antonio und Senatore; Carlo Andrea wurde Bischof von Tortona. Damit wurde Manfredo Settala zum Sachwalter der Sammlung, die unter seiner Ägide so stark anwuchs, dass er um 1650 mit der Abfassung eines Katalogs begann. Diese Manuskript ist in Teilen in der Estensischen Bibliothek in Modena erhalten und umfasst auch ein Faszikel mit Zeichnungen von Sammlungsgegenständen, die allerdings nicht in die gedruckten Kataloge von 1664, 1666 und 1677 übernommen wurden.
1655 wohnte Manfredo Settala der Wahl seines Studienkollegen Fabio Chigi zum Papst Alexander VII. bei. Es ist anzunehmen, dass er bei dieser Gelegenheit den berühmten deutschen Gelehrten Athanasius Kircher (1602–1660) persönlich kennenlernte. Mit dem jesuitischen Universalgelehrten, selbst ein Sammler, war er bereits zuvor durch Korrespondenz verbunden gewesen. Die häufige Nennung des Namens Kircher in den Settalaschen Katalogen erstaunt deshalb nicht. Der Ruf des Mailänder Museums verbreitete sich schnell in Europa und wurde zu einer Attraktion für Reisende, die ihre Eindrücke in gedruckten Berichten wiedergaben. Zu den prominentesten Besuchern Settalas gehörten Maria von Österreich, Gattin Philipps IV., im Jahre 1649 und Cosimo III. de’ Medici am 28. Juni 1664. Manfredo Settala starb am 6. Februar 1680. Die Beisetzung in der Familiengruft in der Basilika San Nazaro wurde mit dem eines berühmten Mannes würdigen Aufwand begangen: In der Mitte des Kirchenraumes war ein riesiger Katafalk, bekrönt von dem Wappen der Familie, ein Globus und eine Büste Manfredos, errichtet worden. In einer feierlichen Prozession wurden Objekte aus seiner Sammlung präsentiert, und es wurde ein Scheiterhaufen aus kostbaren Hölzern aus den Beständen des Museums errichtet; später sammelte man die Asche dieses Scheiterhaufens in einer Urne.
In seinem Testament von 1672 hatte Manfredo Settala verfügt, dass seine Sammlungen an den Bruder Carlo gehen sollten sowie, nach dessen Ableben, an die Neffen und jeweils deren männliche Nachkommen. Nach Erlöschen des Geschlechts sollten die Gegenstände der Ambrosianischen Bibliothek zufallen.